# Rue Barbet de Jouy
Koordinaten: 48° 51′ N, 2° 19′ O
Die Rue Barbet-de-Jouy ist eine ca. 400 m lange Wohn-Straße auf der Rive Gauche, dem linken Ufer der Seine in Paris.

## Lage
Die Straße ist eine Einbahnstraße in südlicher Richtung und befindet sich im Quartier Invalides des 7. Arrondissements. Sie mündet nördlich in die Rue de Varenne und südlich in die Rue de Babylone.
Die Rue Barbet de Jouy ist erreichbar mit der Metro , Station Varenne oder Saint-François-Xavier und der Buslinie Bus RATP 86.

## Namensursprung

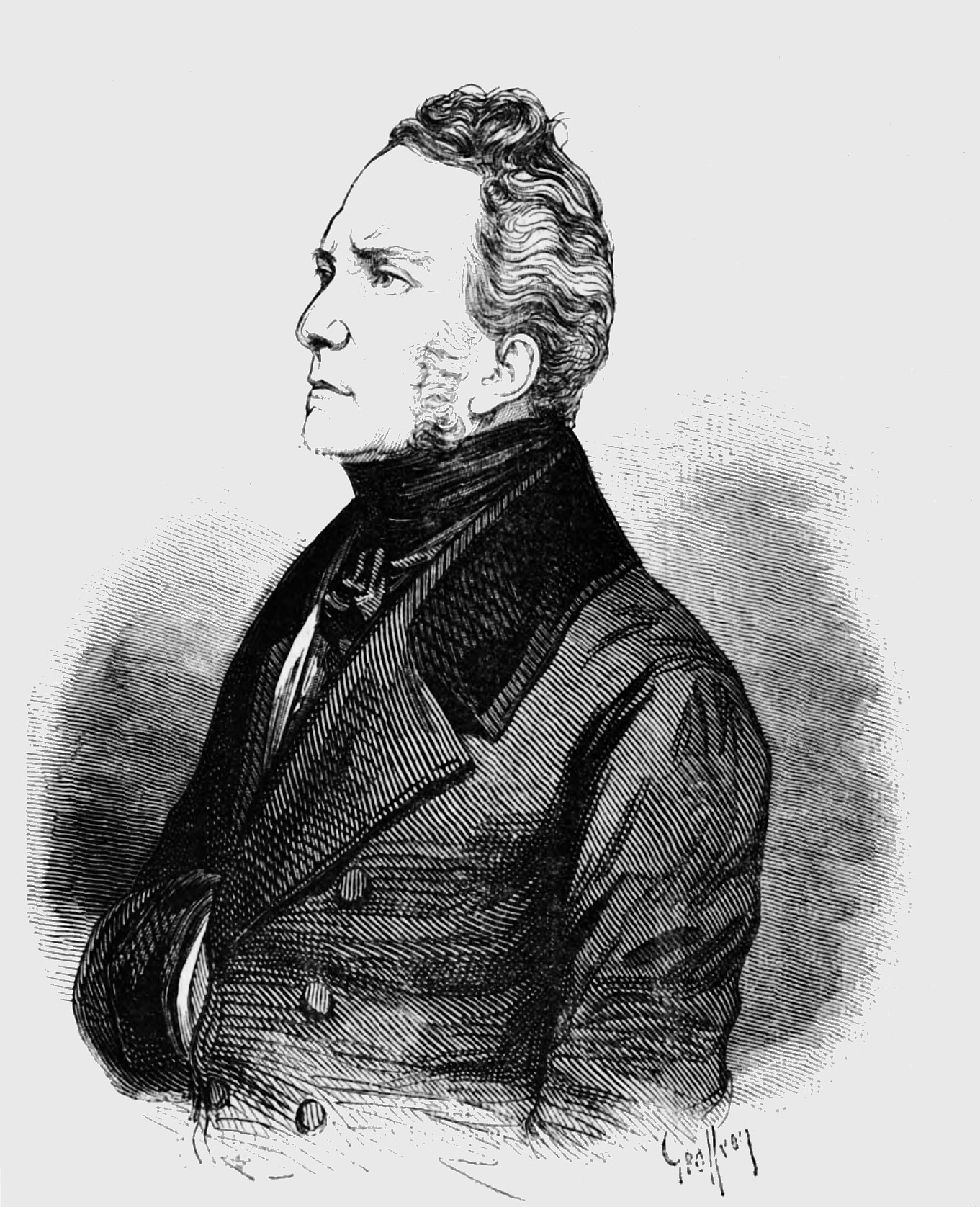
Barbet de Jouy, 1846

Die Straße verdankt ihren Namen dem französischen Industriellen des 19. Jahrhunderts Jacques-Juste Barbet de Jouy (1787–1864), der sie 1836 auf seinem Gebiet errichten ließ und der Stadt Paris schenkte.

## Geschichte
Die Straße befindet sich auf dem Gelände eines Teils des ehemaligen Hôtel Grimod d'Orsay, das heute als Hôtel de Clermont bekannt ist. Die aktuellen Gebäude, deren Eingang sich bei 69, Rue de Varenne (Nr. 6 bis 8, Rue de Barbet-de-Jouy) befindet, stammen aus der Zeit als Barbet de Jouy sie 1836 errichten ließ; die Arbeiten wurden in der zweiten Hälfte des 19. Jahrhunderts von der Comtesse Duchâtel, Eigentümerin in 1838, und ihrem Sohn, Charles Marie Tanneguy Duchâtel, weitergeführt.
Der Weg wurde durch eine Verordnung vom 18. Mai 1838 angelegt. Darin wurde auch festgelegt, dass die Gebäude nicht höher als 16,50 m sein durften. Doch in den Jahren 1937–1938 baute man Hochhäuser (Nr. 22 und 24) mit sechs und sieben Stockwerken.
Trotz allem, blieben die meisten Häuser aus den Jahren 1830–1840 bis zum Ende der 1950er Jahre Privathäuser. Ab den 1960er Jahren veränderten Abbruch- und Umbauarbeiten das Erscheinungsbild der Straße, vor allem auf der Seite mit ungeraden Hausnummern. Mehrere Anwohner bildeten daraufhin einen Schutzverband. Heute sind die meisten Häuser auf der Seite mit geraden Zahlen  und ein kleiner Teil der anderen Seite erhalten geblieben.

## Besondere Gebäude

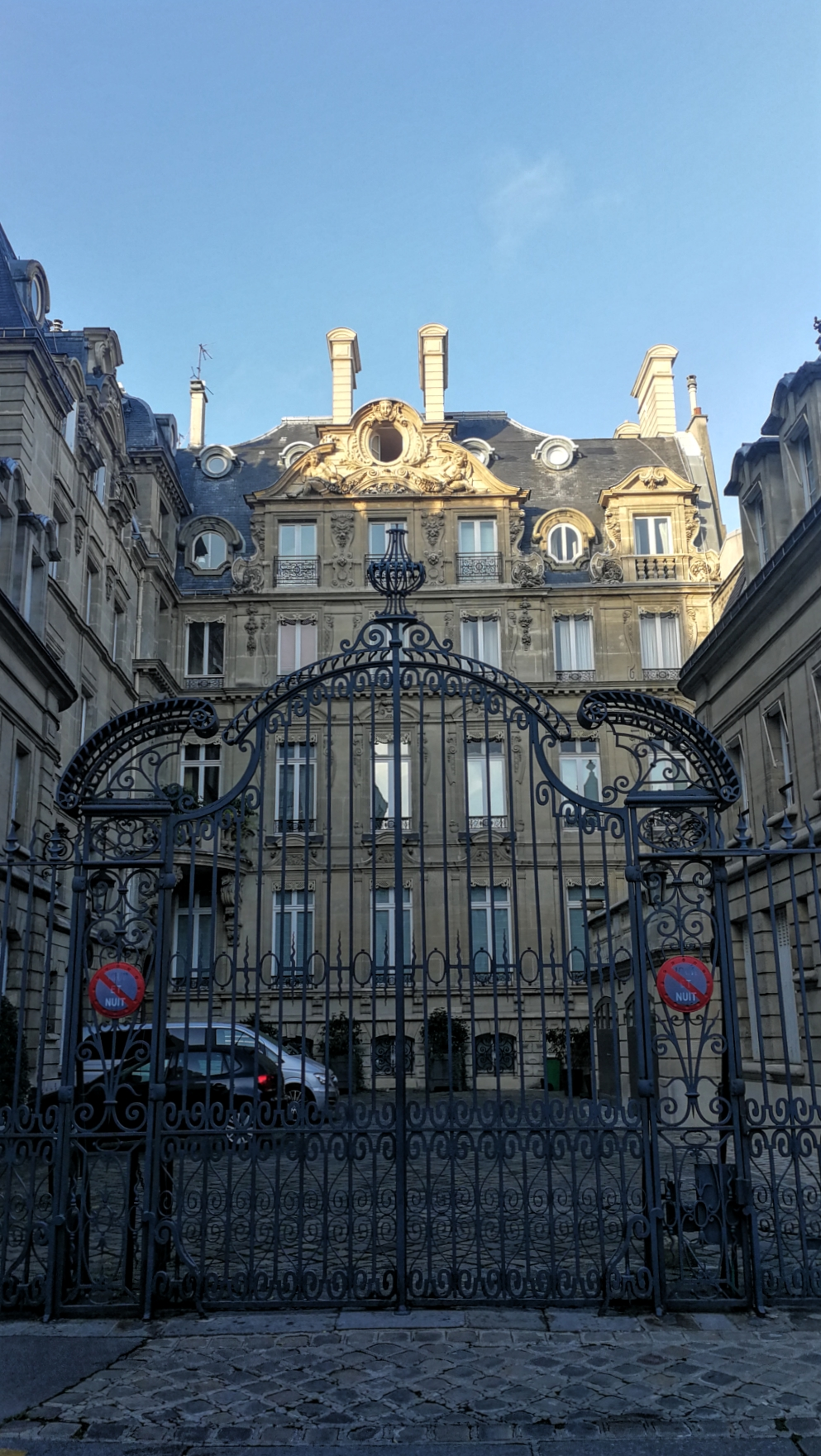
40 Rue Barbet-de-Jouy (2018)

- Nr. 11: Romy Schneider besaß hier eine Wohnung, die ihr von Freunden zur Verfügung gestellt wurde, und wo man sie am 29. Mai 1982 tot auffand.[3]
- Nr. 16: Hotel Arconati-Visconti, dann Polignac. Das Herrenhaus der Marquise Arconati-Visconti wurde 1920 von Jeanne Lanvin erworben. Sie baute einen Empfangsbereich, dessen Räume (Vorraum, Bibliothek, Galerie, Esszimmer) vom Dekorateur Armand-Albert Rateau eingerichtet wurden. 1930 führte der Architekt und Maler Louis Süe zusammen mit seinem Mitarbeiter Henri Gonse bei Graf Jean de Polignac, dem zweiten Ehemann der Tochter von Jeanne Lanvin, einige dekorative Arbeiten durch. Das Hotel wurde 1965 abgerissen und durch ein neues Gebäude ersetzt. In Erinnerung an die Gräfin Jean de Polignac bot Prinz Louis de Polignac dem Kunstgewerbemuseum die komplette Installation der privaten Wohnungen an, einschließlich der Einrichtung Schlafzimmer und ein Badezimmer.
- Nr. 17 (Ecke der Rue de Chanaleilles): Botschaft von Schweden. Die Gebäude der Botschaft mit moderner Architektur stehen an der Stelle des ersten Modehauses von Marcel Rochas.
- Nr. 25: Hotel La Tour du Pin. 1844 von dem Architekten Louis Visconti erbautes Privathaus. Heute Botschaft von Tunesien.
- Nr. 33: Regionalrat der Île-de-France.
- Nr. 34: Privates Herrenhaus, das lange von dem 2003 verstorbenen Industriellen Jean-Luc Lagardère bewohnt wurde. Seine Witwe Bethy verkaufte es 2005 an Bernard Arnault, der es zu seinem Pariser Wohnsitz machte. Dieses Gebäude beherbergte im 19. Jahrhundert die Privatschule Saint-François-Xavier.
- Nr. 40: 1863 für den Baron Montigny errichtete Villa, die vom Le Guide du patrimoine als „bemerkenswert“[4] bezeichnet wird. Die Designerin des Parfums Hélène Rochas lebte von 1944 bis zu ihrem Tod 2011 im Erdgeschoss in einer Wohnung mit Garten, die vom Dekorateur Georges Geffroy entworfen wurde.[5][6]
- Die Gebäude auf der geraden Seite haben einen Blick auf die Gärten des Hotel de Broglie (Haupteingang in der Rue de Varenne 73) und das Musée Rodin.

## Persönlichkeiten die in der Rue Barbet de Jouy lebten
- Auguste Joseph Alphonse Gratry (französischer katholischer Religionslehrer, Priester, Infallibilitätsgegner und Pazifist)
- Claire Chazal (französische Journalistin und ehemalige Nachrichtensprecherin)
- Consuelo de Saint-Exupéry (kosmopolitische Malerin, Bildhauerin und Autorin)
- Guesch Patti (französische Tänzerin, Sängerin und Schauspielerin)
- Jean-Marie Lustiger (römisch-katholischer Erzbischof)
- Jean Lartéguy (französischer Schriftsteller, Kriegsberichterstatter und Armee-Offizier)
- Jeanne Lanvin (französische Modeschöpferin, Gründerin von Lanvin)
- Jérôme Cahuzac (französischer Politiker)
- Jean-Luc Lagardère (französischer Unternehmer)
- Paul Bourget (französischer Schriftsteller der das Haus 20 bewohnte)
- Romy Schneider (lebte bis zu ihren Tod im Haus Nr. 11)[7].